# Антоновка (Мелеузівський район)
Анто́новка (рос. Антоновка, башк. Антоновка) — присілок у складі Мелеузівського району Башкортостану, Росія. Адміністративний центр Шевченківської сільської ради.
Населення — 443 особи (2010; 370 в 2002).
Національний склад:
- росіяни — 35%
- українці — 27%